# Frauenbewegung in Japan
Die feministische Bewegung in Japan begann im späten 19. Jahrhundert. Gruppierungen unterschiedlicher gesellschaftlicher Herkunft verfolgten unterschiedliche Ziele hinsichtlich der Verbesserung der Lage der Frau in Japan.
Zu den bedeutenden frühen Erfolgen gehört die Zulassung zur politischen Beteiligung Anfang der 1920er Jahre. Das aktive und passive Frauenwahlrecht in Japan wurde in der Besatzungszeit 1945 eingeführt. Die Bewegung wird teilweise als Teil der Öffnung zum Westen nach der Meiji-Restauration 1868 angesehen. Andere sehen sowohl westliche wie traditionelle Einflüsse der japanischen Kultur bei der japanischen Frauenbewegung. Ein Unterschied besteht in der etwas geringeren Bedeutung der individuellen Autonomie.

## Geschichte

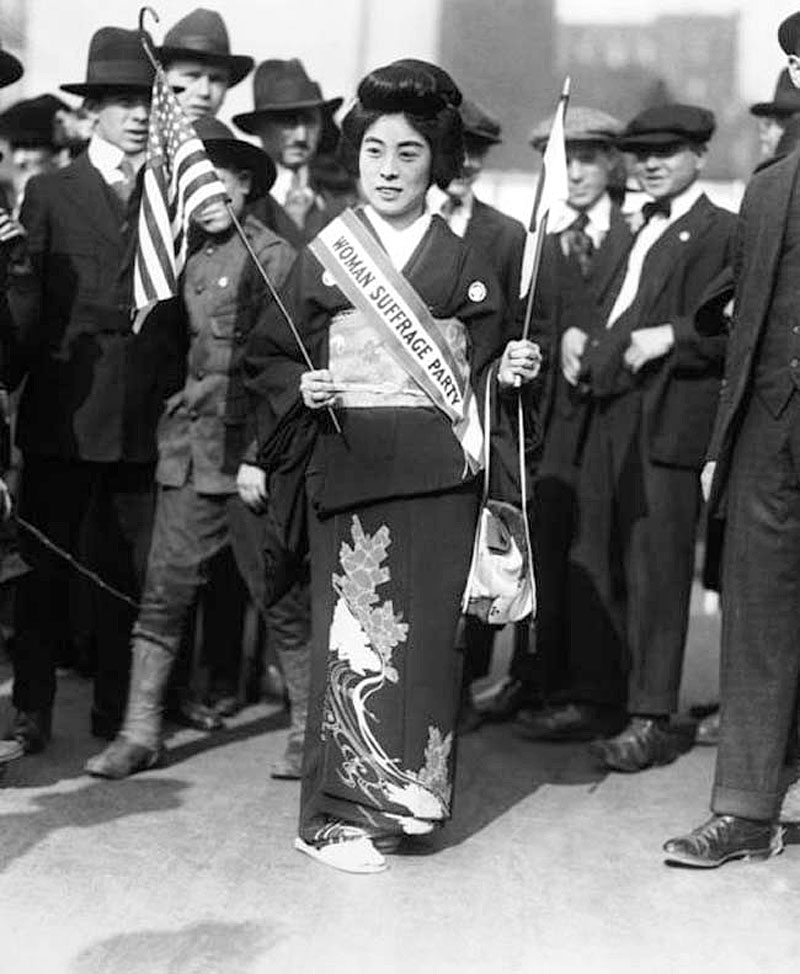
Kimura Komako (木村 駒子; 1887–1980), eine frühe Suffragette und Schauspielerin, bei einem Marsch in New York (1917)

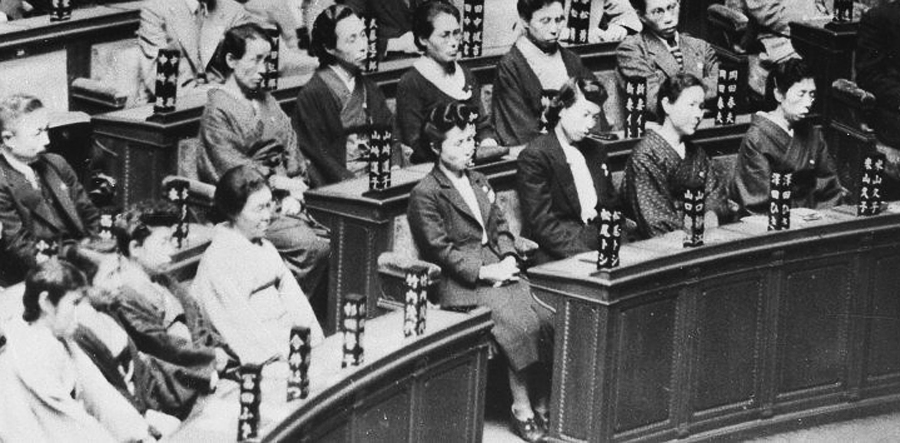
Die ersten Frauen im Japanischen Reichstag (1946)

In der frühen Meiji-Zeit befürworteten aufgeklärte Intellektuelle wie zum Beispiel Fukuzawa Yukichi eine verbesserte Stellung der Frau. In den frühen 1880er Jahren waren dann auch Frauen wie Fukuda Hideko (1865–1927) in der Bewegung für bürgerliche Rechte aktiv. 1886 gründete Yajima Kajiko (1833–1925) die „Gesellschaft für Enthaltsamkeit der Frauen, Tokio“ (東京婦人矯風会, Tōkyō fujin kyōfūkai), die sich ab 1893 unter Einfluss der amerikanischen Vorkämpferin Mary Greenleaf Clement Leavitt (1830–1912) „Christlich-Japanische Gesellschaft für Enthaltsamkeit der Frauen“ (日本キリスト教婦人矯風会, Nihon Kiristokyō fujin kyōfūkai) nannte. Sie kämpfte nicht nur für Abstinenz, sondern auch für die Abschaffung der Prostitution.
Die Gesetzgebung 1889 und 1890 verbot den Frauen politische Aktivitäten, so dass eine Gesetzesänderung das erste Ziel der der Proteste von weiblichen Sozialisten und Befürwortern der Emanzipation war. Andere Frauen, die sich weniger mit der Emanzipation befassten, wandten sich öffentlichen Wohlfahrtsaktivitäten zu. Die „Patriotische Frauenvereinigung“ (愛国婦人会, Aikoku Fujinkai) war 1901 von Okumura Ioko (1845–1907) gegründet worden, mit dem Ziel, verwundeten Soldaten und Hinterbliebenen zu helfen. Finanziell vom Staat unterstützt bestand die Vereinigung am Anfang nur aus Frauen der Oberschicht, aber um 1919 hatte sie bereits eine Million Mitglieder, wobei sie örtlich kaum in Erscheinung trat. – Im Unterschied dazu setzte die 1911 von Hiratsuka Raichō (1886–1971), später unterstützt von Yamakawa Kikue (1890–1980), Itō Noe (1895–1923) und Kamichika Ichiko (1888–1981), gegründete „Gesellschaft der Blaustrümpfe“ (青鞜社, Seitōsha) auf die Stärkung des Selbstbewusstseins der Frauen. Das war der Beginn einer eher intellektuellen Aktivität der Mittelschicht, die bis in die 1930er Jahre die Frauenrechtsbewegung dominierte. 1919 gründete Hiratsuka mit Ichikawa Fusae (1893–1981) die „Neue Frauenvereinigung“ (新婦人協会, Shin fujin kyōkai), die auch auf dieser Linie lag. Mit ihrer Nachfolgerin, der „Liga für Frauenwahlrecht“ (婦人政権リーグ, Fujin seiken rīgu) ging es insbesondere um das Frauenwahlrecht in Japan, aber die Beteiligung von Arbeiterinnen blieb gering. Immerhin wurde durch Gesetzesänderung 1922 möglich, dass Frauen überhaupt politische Treffen abhalten konnten.
Nach dem großen Kantō-Erdbeben von 1923 schlossen sich eine Reihe von weiblichen Hilfsorganisationen zum Bund der Frauenorganisationen von Tokio (Tokyo Rengo Fujinkai) zusammen. Gegründet mit der Absicht, den Erdbebenopfern in der Region zu helfen, wurde der Bund eine der zentralen Anlaufstellen und organisatorischer Kristallisationspunkt für die japanische Frauenbewegung. Der Bund für die Verwirklichung des Frauenwahlrechts (Fujin Sanseiken Kakutoku Kisei Domei), später kurz der Frauenwahlrechtsbund (Fusen Kakutoku Domei) wurde in diesem Rahmen gegründet.
Als erste Partei nahm die Yūaikai ab 1916 Frauen auf, und 1921 gründeten sozialistische Frauen die „Vereinigung der roten Wellen“ (赤瀾会, Sekirankai). Aber all diese proletarischen Gruppen, obwohl durchaus kämpferisch, blieben unbedeutend, da die Masse der arbeitenden Frauen sich nicht beteiligte. So erreichten sie nie die Größe wie, zum Beispiel, die der oben erwähnten Patriotische Frauenvereinigung, die 1937 3 Millionen Mitglieder hatte. Ihr gegenüber stand auf gleicher Höhe nur die „Frauenvereinigung zur Verteidigung Großjapans“ (大日本国防婦人会, Dainihon kokubō fujinkai), die 1932 mit finanzieller Unterstützung der Armee gegründet worden war. Sie hatte zum Ziel, die nationale Einigung zu stärken und Grundlagen für die Mobilisierung von Hilfskräften zu bilden. Die Vereinigung konnte 1938 nahezu 8 Millionen Mitglieder aufweisen und wurde benutzt, um die örtliche Stimmung zu kontrollieren. Da beide Organisationen in den gleichen Bereichen, nämlich Unterstützung im Katastrophenfall, Sammlung von Unterstützungsgeldern, Fürsorge für Verwundete und Hinterbliebene konkurrierten, kam es zunehmend zu Reibereien zwischen beiden Vereinigungen.
1942 wurden beide Vereinigungen in der (大日本婦人会, Dainihon fujinkai) innerhalb der „Taisei yokusankai“ (大政翼賛会), etwa „Kaiserlich angeordnete Unterstützungsgesellschaft“, zusammengeschlossen. Alle verheirateten Frauen und alle unverheirateten über 20 waren zur Mitgliedschaft in der Gesellschaft verpflichtet und mussten in der Produktion und im Zivilschutz arbeiten. 1943 gab die Vereinigung die Mitgliedszahl mit 19 Millionen an, aber der Zugriff der Zentrale war niemals sehr stark. Im Juni 1945 wurde die Gesellschaft noch einmal umorganisiert, nach Kriegsende wurde sie aufgelöst.
Nach dem Krieg traten Gruppen, gebildet aus Mittelklassen-Frauen und christlichen Gruppen, die vor dem Krieg unterdrückt worden waren, hervor. Während der Besatzungszeit durch die Alliierten wurde bereits am 17. Dezember 1945 das aktive Wahlrecht für Frauen ab 20 Jahren und das passive für Frauen ab 25 Jahren eingeführt. In der ersten Nachkriegswahl 1946 kandidierten 79 Frauen, von denen 39 gewählt wurden. Danach war der Kampf gegen die Prostitution ein Anliegen, das vor allem von der o. a. Gesellschaft für Enthaltsamkeit der Frauen vorangetrieben wurde. Es haben sich auch Gruppen  mit radikaleren Zielen gebildet, aber sie sind klein geblieben. – Trotz der Gleichberechtigung dem Gesetz nach bleibt eine gewisse Diskriminierung bis in die Gegenwart.

## Vertreterinnen und Medien

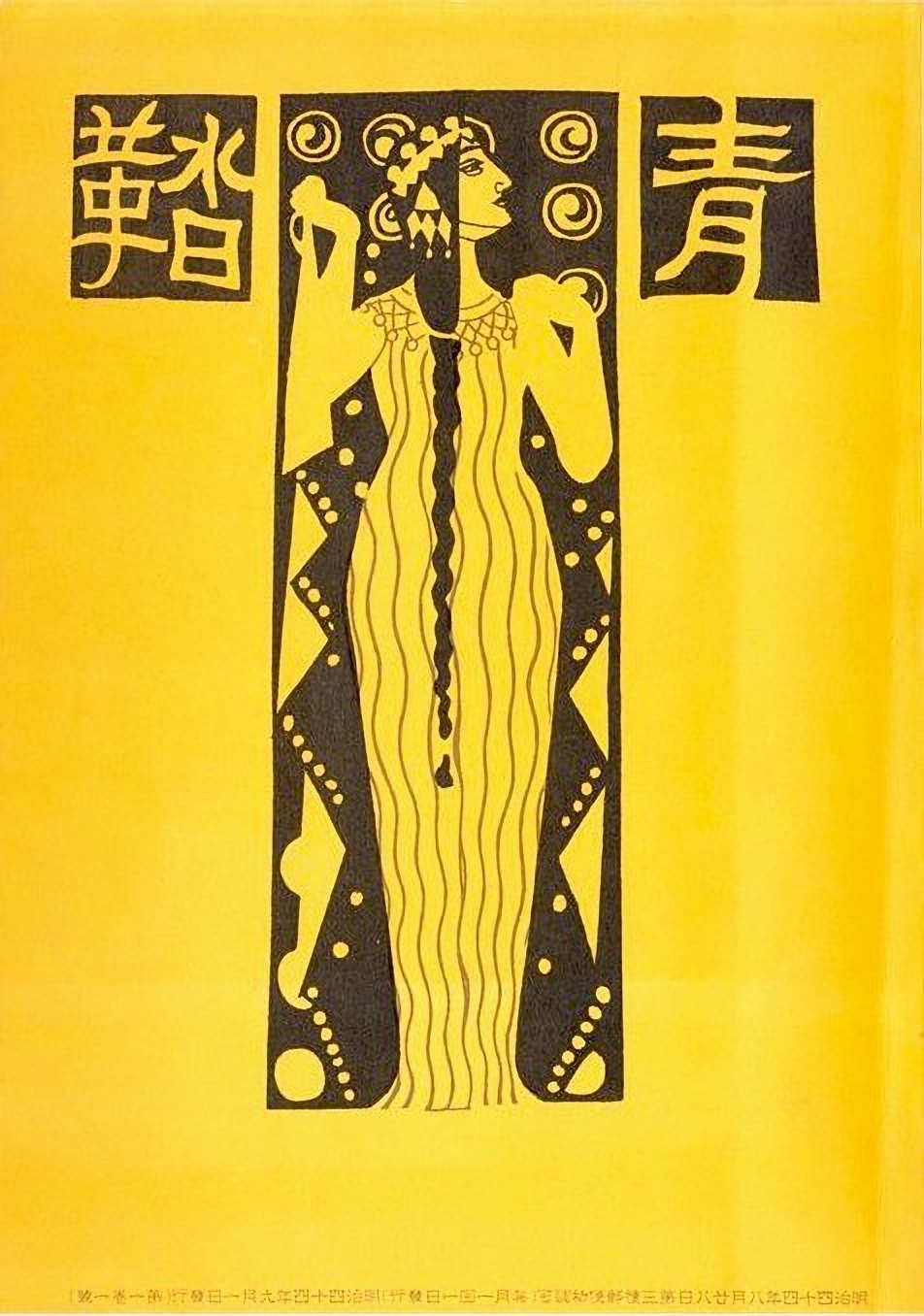
Titelblatt der ersten Ausgabe von Seitō (1911)

Zu den bekannten frühen japanischen Feministinnen gehören die Schriftstellerin und Rednerin Kishida Toshiko (1863–1901) und die Anarchistin Itō Noe (1895–1923). Hiratsuka Raichō (1886–1971) begründete 1919 zusammen mit Ichikawa Fusae (1893–1981) die Shin Fujin Kyokai (Vereinigung der neuen Frau). Die Dichterin Yosano Akiko (1878–1942) zählte zu ihren Mitstreiterinnen. Katō Shizue (1897–2001) war Mitglied der Japanischen Sozialisten und eine der ersten weiblichen Parlamentsabgeordneten.
Eine wichtige Rolle spielten Anfang des 20. Jahrhunderts Literaturzeitschriften wie Seito („Blaustrumpf“), Fujin Koron und Shufu No Tomo, die sowohl klassisch bildungsbürgerliche Interessen wie sonst wenig erwähnte kontroverse Themen wie Abtreibung und Sexualität abdeckten.

## Besonderheiten
Es gibt bedeutende Geschlechtsunterschiede im gesprochenen Japanischen. Das Wort onnarashii (女らしい), das gewöhnlich mit „fraulich“ oder „feminin“ übersetzt wird, bezieht sich auf das typischerweise von einer japanischen Frau erwartete Verhalten und den Sprachstil. Otokorashii (男らしい) bedeutet „männlich“ oder „maskulin“ zu sein. Einige Merkmale der Frauensprache sind eine hohe Stimmlage, häufigerer Gebrauch von Höflichkeitsformen und der Gebrauch „typisch weiblicher“ Wörter. Im Japanischen wird die spezifische Art des Sprachgebrauches weiblicher Sprecher auch als onna kotoba (女言葉, „Frauenworte“) oder joseigo (女性語, „Frauensprache“) bezeichnet. Allgemein hat die soziale und hierarchische Stellung von Sprechern eine erhebliche Auswirkung auf die Sprachstrukturen im Japanischen.
Japan weist die niedrigste Kriminalitätsrate im Bereich sexueller Gewaltdelikte aller Industrienationen auf. Dennoch sind Zugwaggons nur für Frauen als Reaktion auf das in Japan verbreitete Chikan und Einsatz gegen andere sexistische Aktivitäten ein Thema.
Gleichzeitig ist die Beteiligung von Frauen in der Arbeitswelt deutlich geringer als in anderen Industriestaaten. Mit der geringen Verfügbarkeit von Kinderbetreuungsmöglichkeiten gehen sehr niedrige Geburtenraten einher. Japan weist weltweit die höchste Lebenserwartung bei beiden Geschlechtern auf.